# مصرف اليقين
مصرف اليقين، (بالإنجليزية: Yaqeen Bank)‏، هو مصرف إسلامي ليبي تأسس عام 2019 م، وهو مؤسسة مالية إسلامية تقوم بمزاولة أنشطة المصرفية الإسلامية وفقًا لأحكام الشريعة الإسلامية والتشريعات النافذة.